# Venuleu (militar)
Venuleu (en llatí Venuleius) va ser un militar romà del segle i aC.
Va ser legat, segons es creu, de Gai Calvisi Sabí a la província romana d'Àfrica.
Quan Quint Cornifici va prendre possessió de la província, Venuleu va ser privat dels seus lictors, l'any 43 aC.